# Генрі Галлек
Генрі Вагер Галлек (англ. Henry Wager Halleck; 16 січня 1815, Вестернвіль, Нью-Йорк — 9 січня 1872, Луїсвілл) — американський воєначальник, генерал-майор армії Союзу (1861), Головнокомандувач армії США (1862—1864), а потім став начальником штабу армії Союзу до кінця війни, коли на цю посаду було призначено Улісса С. Гранта. Також відомий учений і юрист. Учасник Американо-мексиканської та Американської громадянської війн та один із головних командувачів Західного театру війни. Відомий знавець військових досліджень, він був відомий під прізвиськом, яке стало зневажливим: «Старі мізки». Він був важливим учасником прийняття Каліфорнії як штату до складу Сполучених Штатів та став успішним юристом і забудовником.

## Біографія
На початку громадянської війни в США Галлек був командувачем армії Союзу на Західному театрі дій і з 1861 по 1862 роки керував операціями на цьому театрі, протягом якого, поки армії Союзу на сході зазнавали поразки та відступали, війська під командуванням Галлека здобули багато важливих перемог. Однак Галлек не брав безпосередньої участі у битвах, і найбільше визнання заслужили його підлеглі. Єдиною операцією, в якій Галлек здійснював польове командування, була облога Корінта навесні 1862 року, перемога Союзу, яку він провів з надзвичайною обережністю, що дозволило силам Конфедерації втекти. Галлек також розвинув суперництво з багатьма своїми підлеглими генералами, такими як Улісс Грант і Дон Карлос Буелл. У липні 1862 року, після невдалої кампанії на півострові генерал-майора Джорджа Б. Макклелана на Східному театрі війни, Галлек отримав чин генерал-аншефа і був на цій посаді близько півтора року.
Галлек був обережним генералом, який твердо вірив у ретельну підготовку до бою та цінність оборонних укріплень над швидкими, агресивними діями. Він був майстром адміністрування, матеріально-технічного забезпечення та політики, необхідної для верхівки військової ієрархії, але не мав хисту ефективного контролю над польовими операціями зі своєї посади у Вашингтоні. Як генерал-майор він відмовився віддавати накази своєму підлеглому командири, натомість пропонуючи поради, але залишаючи остаточні рішення генералам на місцях. У результаті його підлеглі часто критикували його і часто ігнорували його вказівки. Тим не менш, попередній внесок Галлека у військову теорію вважається заохоченням нового духу професіоналізму в армії.
У березні 1864 року Грант отримав звання генерал-майора, розташувавши свою штаб-квартиру з Потомакською армією в польових умовах, тоді як Галлек був понижений до начальника штабу у Вашингтоні, забезпечуючи необхідну адміністративну підтримку виконання наказів Гранта різним арміям. Не маючи необхідності контролювати пересування та маневри армій, Галлек вправно виконав це завдання, гарантуючи, що армії Союзу були найкращим чином озброєні, оснащені та забезпечені.